# Tasnádi József
Tasnádi József (Aranyosegerbegy, 1960. február 9.) Munkácsy Mihály-díjas képzőművész, médiaművész. Budapesten él és dolgozik. Egyetemi tanár a Moholy-Nagy Művészeti Egyetemen.

## Életpályája
Építészetet és képzőművészetet tanult.
Az 1980-as években építészettel, grafikával és festészettel foglalkozott. Az 1990-es években installációkat és utópikus terv-műveket alkotott. Alkotásaiban az idő, az elvont fogalmiság, a láthatatlan és a lehetséges leképezésének módozatait, az ellentmondásosság és a vizualitás kapcsolatait elemezte. Az évezred végén csaknem 10 évig tartó művészeti sztrájkba kezdett. Ezzel párhuzamosan az informatika és a művészet viszonyait, a művészet anyagtalan vonatkozásait kutatta. Szoftveres képi manipulációval, a mediális átírás módszereivel és vizualizációval kísérletezett, videodíszleteket tervezett alternatív tánc- és színházi darabokhoz. Az utóbbi évtizedben a multimédia installáció és az intervenció művészet felé fordult érdeklődése. Gyakran alkot külföldön.
Művészi hitvallása szerint a műalkotás a konkrét és az ideális én találkozásából keletkezik, kitölti azt a rést, amely maga és önmaga közt húzódik. A művészet nem megfelelés, hanem kihívás, önmaga provokálása. A művészetnek nem célja, hanem oka van. A művészetet a szabadság és a méltóságérzet egyik formájának tekinti. Munkái a kommunikáció abszolút értelemben vett lehetetlenségét kommunikálják, mindig a nemtudásból – egy érzésből keletkeznek, hogy aztán olyan tervvé változzanak, amelyben ott húzódik a tudás reménye. Számára nem annyira művei érthetősége és elfogadottsága, mint inkább az a fontos, hogy emlékezetesek legyenek.

## Tanulmányai
- 1972–1975 – „Bethlen Gábor” Kollégium, Nagyenyed, Románia
- 1975–1979 – „Tiberiu Popoviciu” Informatikai Liceum, Kolozsvár, Románia
- 1980–1984 – Műépítészeti Főiskola, Kolozsvár, Románia
- 1988–1989 – „Ion Andreescu” Képzőművészeti Egyetem, Képgrafika szak, Kolozsvár, Románia
- 1990–1994 – Magyar Képzőművészeti Egyetem, Képgrafika szak
- 2009 – DLA fokozat Archiválva 2018. február 28-i dátummal a Wayback Machine-ben, Magyar Képzőművészeti Egyetem, Doktori Iskola
- 2012 – HABIL fokozat, Moholy-Nagy Művészeti Egyetem

## Kiállításai

### Válogatott egyéni
- 1988 – Rajzok – Egyetemi Könyvtár, Kolozsvár, Románia
- 1994 – Alef – Babinszky Csillá val és Dániel András sal – Óbudai Pincegaléria, Budapest
- 1995 – Leltár – Babinszky Csillá val, Dániel András sal és Paseczky Zsolttal – Egyetemi Színpad, Budapest
- 1996 – Aszterion – Óbudai Társaskör Galéria Archiválva 2019. április 13-i dátummal a Wayback Machine-ben, Budapest
- 1996 – Metaxy – Bredár Zsolttal – Tölgyfa Galéria, Budapest
- 1997 – Szimultán kontraszt – Gallusz Gyöngyivel és Medve Zsuzsá Archiválva 2018. március 1-i dátummal a Wayback Machine-ben val – MAMŰ Galéria, Budapest
- 1999 – Ecce Homo – Sai Gallery Alexie, Budapest
- 1999 – Installációk – Magyar Intézet, Bukarest, Románia
- 1999 – Tévedek, tehát vagyok – Óbudai Társaskör Galéria Archiválva 2019. április 13-i dátummal a Wayback Machine-ben, Budapest
- 2008 – Alíz a paradicsomban – Makett Labor Archiválva 2018. február 28-i dátummal a Wayback Machine-ben, Budapest
- 2008 – tárgyGraffiti – Nyugati tér, Blaha Lujza tér, Erzsébet tér, Városliget, MOME, Budapest
- 2009 – Régi nóta – Sziget Fesztivál, Budapest
- 2011 – Desert Inn – Vajda Lajos Stúdió, Szentendre
- 2012 – Desert Inn – Kis Zsinagóga Archiválva 2018. március 1-i dátummal a Wayback Machine-ben, Eger
- 2013 – Desert Inn – Új Magyar Képtár, Szent István Király Múzeum, Székesfehérvár
- 2013 – A látogató – Csepel-sziget, Budapest
- 2013 – A látogató – Óbudai-sziget, Budapest
- 2013 – A látogató – Hősök tere, Budapest
- 2013 – A látogató – Városliget, Budapest
- 2013 – A várakozás életforma – Kerepesi temető, Budapest
- 2013 – A várakozás életforma – Óbudai-sziget, Budapest
- 2014 – A várakozás életforma – Platán Galéria Archiválva 2018. március 1-i dátummal a Wayback Machine-ben, Lengyel Intézet, Budapest
- 2014 – Vakáció a Pireneusokban – Liget Galéria, Budapest
- 2015 – Azt hiszem, rózsaszín köd rajongó vagyok... – Jurányi Galéria Archiválva 2018. február 28-i dátummal a Wayback Machine-ben, Budapest
- 2015 – A favágó hobbija – Óbudai Társaskör Galéria Archiválva 2019. április 13-i dátummal a Wayback Machine-ben, Budapest
- 2016 – Joyride – Horizont Galéria, Budapest
- 2016 – Joyride (RIP) – Budapest, 47°32’58.66” É, 19° 6’16.60” K
- 2016 – A sziget – Szentgotthárd, Máriaújfalui Hársas-tó
- 2017 – Egyensúly molekula 101 – Cross Galéria, Artistvillage Treasure Hill, Taipei, Tajvan
- 2017 – Váratlan vágyak – Huasan park, Taipei, Tajvan
- 2017 – Képzeletbeli múlt – I-Park, East Haddam, Connecticut, Amerikai Egyesült Államok
- 2018 – Akusztikus árnyék – Szelley Lellével – Liget Galéria, Budapest
- 2018 – Futópad – Horizont Galéria, Budapest
- 2021 – Agglegény a szépségszalonban – Horizont Galéria, Budapest
- 2021 – Síkfilmek a Libellában – Libella Kávézó, Budapest
- 2021 – Menhely – Vajda Lajos Stúdió, Szentendre
- 2022 – Apóriák – MODEM Modern és Kortárs Művészeti Központ, Debrecen
- 2023 – Puzzlements - Szófia - Arsenal Kortárs Művészeti Múzeum, Szófia, Bulgária

### Válogatott csoportos
- 1991 – Tatarozás – Műcsarnok, Budapest
- 1993 – Fiatal Magyar Művészek – Magyar Intézet, Berlin, Németország
- 1994 – Alagút – Magyar Intézet, Prága, Csehország
- 1994 – Keresztutak – Lengyel Nagykövetség, London, Nagy-Britannia
- 1995 – Helyzetkép, Mai Magyar Szobrászat – Műcsarnok, Budapest
- 1995 – 21. Nemzetközi Grafikai Biennálé – Moderna Galerija, Ljubljana, Szlovénia
- 1997 – Open to Art and Tech. – Graz, Ausztria
- 1998 – denk.werk.statt.graz – Graz, Ausztria
- 1999 – Wenn ich das nicht Krieg, geb’ich keinen Frieden – Kanonenbastei am Schlossberg, Graz, Ausztria
- 1999 – Eltűnés – Barakk Galéria, Berlin, Németország
- 2000 – Unique Sign, Unique Location – Neretva Folyó, Mostar, Bosznia-Hercegovina
- 2000 – La Ville, Le Jardin, La Mémoire – Francia Akadémia, Villa Medici, Róma, Olaszország
- 2004 – Notorious – Inselgalerie, Berlin, Németország
- 2004 – 2. Intersection – Ulán Bátor, Mongólia
- 2006 – Reality Resonance – LUMÚ, Budapest
- 2010 – Sandarbh – Partapur, Rajasthan, India
- 2010 – BorderLINE Architecture, 12. Velencei Építészeti Biennále – Velence, Olaszország
- 2011 – Hybrid Art Projects – El Zonte Beach, El Salvador
- 2011 – Ruas / Szegmens – Campus Galéria, Yogyakarta, Indonézia
- 2011 – Szárhegy, Románia
- 2011 – Nature, Human Being & Sound, 2011-2012 Geumgang Nature Art Pre-Biennale Archiválva 2018. március 1-i dátummal a Wayback Machine-ben – Gongju, Dél-Korea
- 2012 – Sensorial Panopticum, kooperatív installáció – Beck & Eggeling Contemporary, Düsseldorf, Németország
- 2012 – Drift, Kunstbroedplaats/Art Breeding Place, Dutch Rerun Productions Foundation – Waterloopbos, Marknesse, Hollandia
- 2012 – Kint a bárány, bent a farkas – Magma Galéria, Sepsiszentgyörgy, Románia
- 2013 – Malevics visszanéz – MAMŰ Galéria, Budapest
- 2014 – Taranaki Arts Festival Trust (TAFT), Kinetika 2014 – A fusion of art | design | engineering, New Plymouth, Taranaki, Új- Zéland
- 2015 – Busan Biennale, Sea Art Festival – Dadaepo Beach, Busan City, Dél-Korea
- 2016 – Breathing Art, Geumgang Nature Art Biennale Archiválva 2018. március 1-i dátummal a Wayback Machine-ben – Gonju, Dél-Korea
- 2016 – DLADLA100, A Magyar Képzőművészeti Egyetem Doktori Iskolájának kiállítása – Magyar Képzőművészeti Egyetem, Barcsay Terem, Budapest
- 2017 – PostContemporary, Telep Galéria, Budapest
- 2018 – Shelter, Geumgang Nature Art Biennale Archiválva 2018. október 12-i dátummal a Wayback Machine-ben – Gonju, Dél-Korea
- 2019 – Anyag, Modem, Debrecen
- 2023 – RE:RE, Modem, Debrecen

## Díjak, elismerések
- 1995–1998 – Derkovits Gyula képzőművészeti ösztöndíj
- 2000 – A Római Magyar Akadémia ösztöndíja
- 2013 – Munkácsy Mihály-díj
- 2014 – Koncept különdíj, Kinetika 2014 – Taranaki, Új-Zéland